# Kup Hrvatske u kuglanju za žene 2018./19.
Hrvatski kup u kuglanju za žene u sezoni 2018./19. je osvojila "Podravka" iz Koprivnice. 
 
Kup je igran na proljeće 2019. godine, a prethodili su mu kupovi po županijskim i regionalnim savezima. 

## Rezultati

### Osmina završnice
| datum             | mjesto odigravanja | par                                                | rez.    | napomena |
| ----------------- | ------------------ | -------------------------------------------------- | ------- | -------- |
| 14. travnja 2019. | Ozalj              | Kupa Ozalj – Rijeka                                | 5:3     |          |
| 13. travnja 2019. | Ozalj              | Mlaka Rijeka – Zagreb                              | 6:2     |          |
| 14. travnja 2019. | Novska             | Novska – Podravka Koprivnica                       | 1:7     |          |
| 13. travnja 2019. | Zaprešić           | Obrtnik Slavonski Brod – Plitvice Plitvička Jezera | 0,5:7,5 |          |
| 4. svibnja 2019.  | Ozalj              | Endi Tekstilac Zagreb – Siscia Sisak               | 3:5     |          |
| 13. travnja 2019. | Šibenik            | Šubićevac Šibenik – Split                          | 2:6     |          |
| 13. travnja 2019. | Delnice            | Admiral Zagreb – Istra Poreč                       | 3,5:4,5 |          |
| 13. travnja 2019. | Zagreb             | Sidra Zagreb – Đakovo                              | 2:6     |          |

### Četvrtzavršnica
| datum           | mjesto odigravanja | par                                      | rez. | napomena |
| --------------- | ------------------ | ---------------------------------------- | ---- | -------- |
| 1. lipnja 2019. | Ozalj              | Split – Đakovo                           | 3:5  |          |
| 2. lipnja 2019. | Ozalj              | Kupa Ozalj – Podravka Koprivnica         | 1:7  |          |
| 1. lipnja 2019. | Plitvička Jezera   | Plitvice Plitvička Jezera – Siscia Sisak | 5:3  |          |
| 1. lipnja 2019. | Delnice            | Istra Poreč – Mlaka Rijeka               | 3:5  |          |

### Završni turnir
Igrano 8. i 9. lipnja 2019. u Splitu u kuglani "Poljud". 
| klub1               | rez.          | klub2                     | napomene      |
| poluzavršnica       | poluzavršnica | poluzavršnica             | poluzavršnica |
| ------------------- | ------------- | ------------------------- | ------------- |
| Đakovo              | 0:8           | Podravka Koprivnica       |               |
| Mlaka Rijeka        | 3:5           | Plitvice Plitvička Jezera |               |
| završnica           |               |                           |               |
| Podravka Koprivnica | 5:3           | Plitvice Plitvička Jezera |               |

## Vanjske poveznice
- kuglanje.hr, Hrvatski kuglački savez
- kuglacki-savez-os.hr, Kuglački savez Osječko-baranjske županije
- [neaktivna poveznica]